# الإسلام في سورينام
يمثل المسلمون في سورينام حوالي 13.9 في المائة من إجمالي سكان البلاد وفقًا لتعداد 2012، وهي أعلى نسبة من المسلمين في الأمريكتين. تنتمي الغالبية إلى أهل السنة والجماعة وهناك بعض المسلمين الشيعة والصوفيين.
جاء الإسلام أولاً إلى سورينام عن طريق العبيد من غرب إفريقيا. جاء أسلاف السكان المسلمين الحاليين إلى البلاد كعمال بالسخرة من جنوب آسيا وإندونيسيا، والذين ينحدر منهم اليوم معظم المسلمين في سورينام. انضمت سورينام إلى منظمة التعاون الإسلامي سنة 1996.

## وصول الإسلام
بدأ وصول الإسلام إلى سورينام مع استقدام الأفريقيين من غربي أفريقيا في القرن السابع عشر الميلادي لكن الظروف المحيطة بهؤلاء المستعبدين قهرا جعلتهم يهملون تنشئة أبنائهم على حسب قواعد الإسلام لكنهم لم يركنوا إلى ذل العبودية فقاد أحد مسلم الزنوج ثورة ضد الهولنديين ولجأ إلى الغابات الكثيرة المنتشرة بمن انضم إليه حتى عقد معاهدة صلح بينهم وبين الهولنديين عام 1863م وهي المعاهدة التي عرفت باسم (يوكا) وفيها اعترفت هولندا باستقلال زنوج الغابات (جيوكا) وهؤلاء معظم عاداتهم إسلامية. ثم بدأت بعد ذلك هجرة ثانية من الآسيويين المسلمين تصل إلى البلاد من أندونيسيا والهند وجنوب شرق آسيا وذلك في القرن التاسع عشر. كما لحقت بعد ذلك هجرة ثالثة أخيرة إلى سورينام وكانت عربية من بلاد الشام بشكل عام.
أما في العصر الحديث فقد كان سبب وجود الإسلام بسورينام كما ورد في كتاب«المسلمون في أوروبا وأمريكا» أنه «عندما جلب الهولنديون العمال من أندونيسيا والهند وجنوب شرق آسيا، وبدأت هذه الهجرات العمالية تصل إلى سورينام في القرن التاسع عشر، وكان معظم العمال الأندونيسيين من المسلمين.» كما وصلت سورينام مجموعة من السوريين واللبنانيين بحثاً عن فرص جديدة لتحقيق حياة أفضل، بسبب ظروف غير ملائمة من ناحية المعيشة والعمل، وكان معظمهم لم يندرجوا في سلك التعليم، وقد ظل عددهم يزداد يوما بعد يوم، وأضيف إليهم في السنوات الأخيرة من أبناء بعض دول أفريقيا وخصوصا نيجريا، وبلاد إسلامية وعربية أخرى.
تأثر الإسلام في سورينام بقوة من الأندونيسين وبالأخص الباكستانيين. والغالبية العظمى من المسلمين السورينامين يتقاسمون نفس اللغة ونفس الثقافة. سورينام لديها عدد من المسلمين الأفغان وأطفالهم المولودين. وبذلك تكون سورينام أعلى البلدان الأجنبية نسبة في المسلمين.
ومع أن اللغة الرسمية لسورينام هي الهولندية إلا إن كل فئة من المسلمين ترتبط غالبا بلغتها الأم. فالأندنوسيين وهم الذين يعملون في زراعة الأرز متمسكون بلغتهم وعاداتهم في حين أن الفئة الهندية تتمسك بلغتها الأوردو، وهي تعمل في التجارة وتسكن المدن الرئيسية بسورينام بينما الأفارقة الذين يعملون في المناجم غالبا يتكلمون لغاتهم الخاصة بهم وهكذا أصبحت اللغة مشكلة أساسية في توحيد الجالية المسلمة وتوحيد مشاعرها وأفكارها ولولا هذه المشكلة لأصبح الإسلام دين الأغلبية بسورينام خاصة وأن المسلمين لهم مركز كبير وثقل واضح في الحياة العامة بكل وجوهها.

## التركيبة السكانية
يوجد 75,053 مسلم في سورينام، وفقًا لتعداد عام 2012. ارتفاعًا من 66307 مسلم في عام 2004. ولكن انخفضت نسبة المسلمين من 19.6٪ إلى 13.9٪ في نصف القرن الماضي. السبب الرئيسي لانخفاض نسبة المسلمين في سورينام هو التحول الجماعي للأحمديين إلى المسيحية في السنوات الأخيرة.
| السنة | سكان سورينام | المسلمون | النسبة (%) |
| ----- | ------------ | -------- | ---------- |
| 1964  | 324,893      | 63,809   | 19.6%      |
| 1971  | 379,607      | 74,170   | 19.5%      |
| 1980  | 355,240      | 69,713   | 19.6%      |
| 2004  | 492,829      | 66,307   | 13.5%      |
| 2012  | 541,638      | 75,053   | 13.9%      |

### الجماعات العرقية
الإسلام هو الدين الرئيسي لشعب سورينام الجاوييون (67٪) وثاني أكبر ديانة بين الهنود (13٪) ومتعددي الأعراق (8٪). 
| الجاويين       | 73,975  | 49,533 | 67.0% |
| الهنود         | 148,443 | 18,734 | 12.6% |
| متعددي الأعراق | 72,340  | 5,471  | 7.6%  |
| الأفارقة       | 206,423 | 621    | 0.3%  |
| الشعوب الأصلية | 20,344  | 138    | 0.7%  |
| الصينيين       | 7,885   | 112    | 1.4%  |
| البيض          | 1,665   | 32     | 1.9%  |
| غير محدد       | 10,561  | 412    | 3.9%  |

### التوزيع الجغرافي
ضاحية كوميويجني أعلى نسبة من المسلمين، تليها ضاحية نيكيري وضاحية وانيكا. 
| نسبة المسلمين حسب المقاطعة حسب تعداد 2004 | نسبة المسلمين حسب المقاطعة حسب تعداد 2004 |
| الضاحية                                   | النسبة                                    |
| ----------------------------------------- | ----------------------------------------- |
| ضاحية كوميويجني                           | 40.4%                                     |
| ضاحية نيكيري                              | 22.5%                                     |
| ضاحية وانيكا                              | 21.7%                                     |
| ضاحية ساراماكا                            | 18.8%                                     |
| ضاحية بارا                                | 11.3%                                     |
| ضاحية كوروني                              | 11.0%                                     |
| ضاحية باراماريبو                          | 9.4%                                      |
| ضاحية مارويجيني                           | 6.8%                                      |
| ضاحية بروكوبوندو                          | 0.2%                                      |
| ضاحية سيباليويني                          | 0.1%                                      |
| سورينام                                   | 13.5%                                     |

## المساجد والمدارس

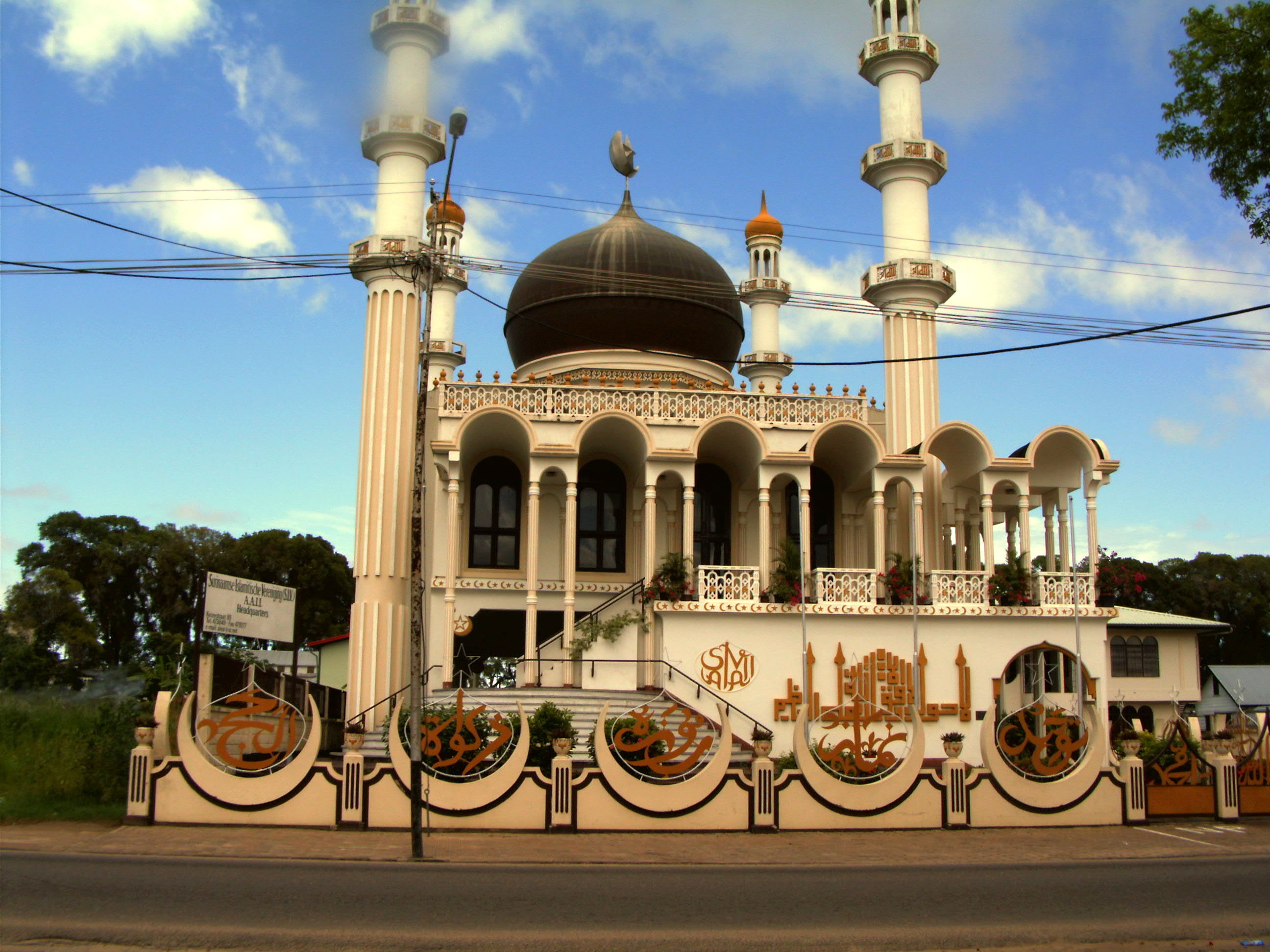
مسجد كيزيرسترات في باراماريبو

عرفت سورينام الإسلام منذ القرن الخامس الهجري عندما هاجرت إليها جماعات مسلمة من غرب أفريقيا.واستقروا في البلاد وأسسوا العديد من المساجد الصغيرة التي بنيت وفقا للطراز المعمارى البسيط الذي انتشر في شبه الجزيرة العربية في عصور الإسلام الأولى.وقد عثر علماء الأثار هناك على مسجد بسيط مربع الشكل.وبكل ركن من أركانه الأربعة حجرة صغيرة.بينما بلغ ارتفاع المسجد خمسة أمتار.
أما المواد التي بنى منها المسجد فهى عبارة عن حجارة سوداء. أما سقف المسجد فقد صنع من الأخشاب. يتجه محراب المسجد نحو الجهة القبلية وبه عمود خشبى مستطيل. كما توجد بالمحراب نافذة صغيرة تسمح بدخول أشعة الشمس وتعرف هذه النافذة باسم «المصباح». ويوجد هذا المسجد في منتصف مدينة «براما – ريبو» العاصمة الحالية. ويعود تاريخ بناء هذا المسجد إلى القرن السادس الهجري.
جاء اكتشاف المسجد الأثرى الذي بناه المسلمون في سورينام منذ القرن السادس الهجري. باكورة لاعتزاز المسلمين بأمجادهم الإسلامية وأنهم أصحاب أول دعوة سماوية عُرفت في سورينام. وبدأت إتصالاتهم ببلدان العالم العربي والإسلامي طلباه للعون في دفع مسيرة العمل الإسلامي في مجالات الدعوة والتعليم الإسلامي ونشر التعريب. حتى أصبحت سورينام أرضا خصبة لقبول دعوة الدين الحنيف.
سورينام بها أكثر من 50 مسجدا تتوزع حيث ينتشر المسلمون خصوصاً في العاصمة براماريبو وما حولها وللمساجد دور مهم في حياة الجالية المسلمة هناك حيث يتم فيها تعليم أبنائهم قواعد الدين وأسسه لكن مما يؤسف له أن لكل طائفة من الجالية المسلمة مساجدها الخاصة بها مما يكرس التفرقة بين أبناء المسلمين هناك. ولكن إضافة إلى الفصول الملحقة بالمساجد فهناك مدرستان ابتدائيتان ومدرسة ثانوية تخص المسلمين وتضم أكثر من 3000 تلميذ. تقوم رابطة العالم الإسلامي بدفع رواتب بعض الأئمة والمدرسين كما منحت الجامعة الإسلامية بالمدينة المنورة بعض البعثات للطلاب السوريناميين للدراسة فيها.

## الهيئات والجمعيات
في سورينام جمعية إسلامية هندية باكستانية تألفت عام 1375 هـ بعد زيارة عدد من علماء المسلمين الهنود إلى سورينام وتقوم هذه الجمعية بعمارة المساجد والمدارس لتعليم أبناء الجالية المسلمة حيث تتبعها المدرستان الابتدائيتان والمدرسة الثانوية ويتبعها الجامع الرئيسي في العاصمة كما يتبعها عدة مساجد في القرى ولها عدة لجان ومجلس تنفيذي وتصدر مجلة الإسلام وتعتبر هذه الجمعية من أفضل الهيئات الإسلامية في أمريكا الجنوبية بشكل عام.
كما أن هناك الاتحاد الإسلامي السورينامي وهو يخص الأندونيسيين ويقوم أيضا بالاهتمام بالمساجد والتعليم، وهناك جمعية إمداد الإسلام وأهل السنة وجمعية شافعي تيجه وجمعية سورينام الإسلامية ورابطة سورينام الإسلامية وغيرها. وقد بدأ الاتجاه إلى توحيد الهيئات الإسلامية عامة بسورينام. ولقد أنشأت الجالية الإسلامية في تلك الدولة مركزا إسلاميا أسهمت فيه أطراف عدة بما فيها هولندا.
وقد أسس المسلمون الهنود جمعية باسم جمعية المسلمين السورينامية في سنة 1375 هـ، وذلك عقب الاستقلال مباشرة، وبنوا عدة مساجد وجوامع كبيرة وشيدوا عدة مدارس.